# النمر الأبيض (فلم)
النمر الأبيض (بالإنجليزية: The White Tiger) هو فيلم صدر عام 2021 على شبكة نتفليكس من إخراج رامين باهراني.الفيلم مبني على رواية تحمل نفس الأسم للكاتبة أرافيند أديغا.الفيلم من بطولة أدراش غوراف،بريانكا شوبرا،راجكومار راو وماهيش مانجريكار.